# Kh-31
El Kh-31 (en ruso: Х-31; AS-17 'Krypton') es un misil aire-tierra ruso transportado por aeronaves como el MiG-29 o el Su-27. Es capaz de alcanzar una velocidad de Mach 3.5 y fue el primer misil antibuque supersónico que pudo ser lanzado por un avión táctico.
Hay varias variantes, es más conocido como un misil antirradar (ARM) pero también hay versiones antibuque. Se ha hablado de adaptarlo para convertirlo en un "asesino de AWACS", como un misil aire-aire de largo alcance.

## Desarrollo
La proliferación de misiles tierra-aire (SAM) ha hecho de la supresión de la defensa aérea enemiga una prioridad para cualquier fuerza aérea moderna que intente una acción ofensiva. Eliminar los radares de búsqueda aérea y los radares de control es una parte esencial de esta misión. Los ARM deben tener el alcance suficiente para que la plataforma de lanzamiento esté fuera del alcance de los SAM, necesitan una alta velocidad para reducir el riesgo de ser derribado y un buscador que pueda detectar un amplio rango de tipos de radar, pero no necesitan una ojiva particularmente grande.
El primer ARM de la Unión Soviética fue desarrollado por el grupo de ingeniería Raduga OKB responsable de los misiles para bombarderos pesados de la Unión Soviética. El Kh-22P fue desarrollado a partir del misil Raduga Kh-22 (AS-4 'Kitchen') de 6 toneladas. La experiencia adquirida en ese desarrollo condujo en 1973 al Kh-28 (AS-9 'Kyle') transportado por aviones tácticos como el Su-7B, Su-17 y Su-24. Tenía capacidad de alcanzar Mach 3 y un alcance de 120 k, superando al misil estadounidense ARM AGM-78 estándar su contemporáneo occidental. El Kh-28 fue reemplazado por el Kh-58 en 1978, que tiene una velocidad y rango similares, pero se reemplaza el motor de cohete de combustible dual por uno de propelente sólido RDTT mucho más seguro.
El desarrollo de SAMs más sofisticados, como el MIM-104 Patriot y el sistema de combate Aegis de la Marina de los EE. UU. presionó a su vez a los soviéticos para que desarrollaran mejores misiles ARM. El fabricante Zvezda enfocó el problema desde un ángulo diferente al de Raduga, teniendo experiencia en misiles ligeros aire-aire. A mediados de la década de 1970, habían desarrollado la exitosa familia Kh-25 de misiles aire-tierra de corto alcance, incluido el Kh-25MP (AS-12 'Kegler') para uso antirradar, Zvezda comenzó a trabajar en un misil ARM de largo alcance y el primer lanzamiento del Kh-31 fue en 1982. Entró en servicio en 1988 y se mostró por primera vez en público en 1991, el Kh-31P en Dubái y el Kh-31A en Minsk.
En diciembre de 1997 se informó que se había entregado a China una pequeña cantidad de Kh-31, pero que "la producción aún no había comenzado". Fue en esta época que los rusos vendieron los aviones Su-30MKK 'Flanker-G' a los chinos. Parece que las entregas iniciales eran del modelo ruso original designado como X-31, para permitir las pruebas mientras se desarrollaba el modelo KR-31 para la producción de licencias. La producción local puede haber comenzado en julio de 2005.
El desarrollo ruso se ha acelerado desde que Zvezda se incorporó a Tactical Missiles Corporation en 2002, con el anuncio de los modelos de rango extendido "D" y las actualizaciones de mediana edad del modelo "M" (consulte la sección Variantes a continuación).

## Diseño

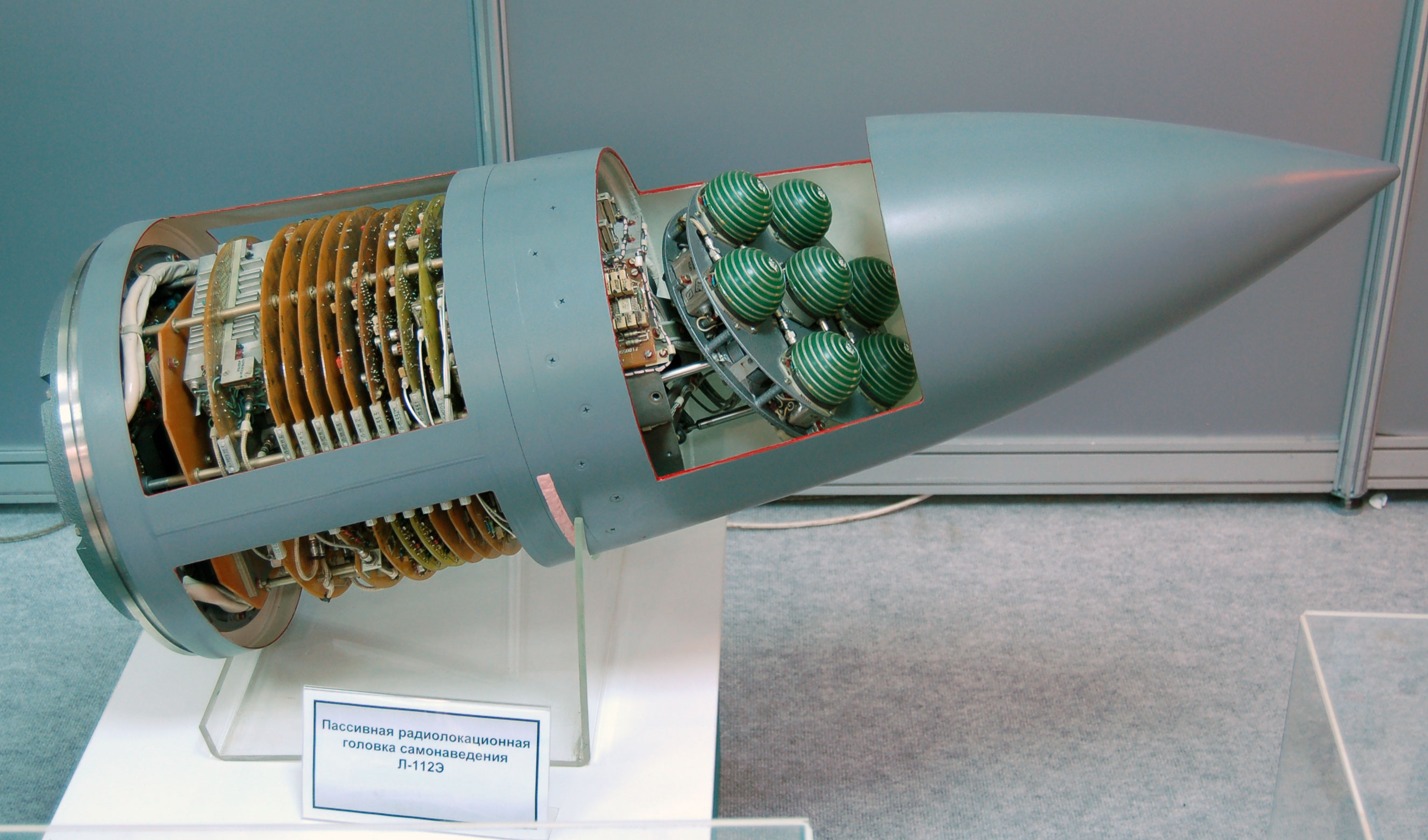
Cabezal guiado por radar pasivo L112E para misiles Kh-31. Máximo-2009

En muchos aspectos, el Kh-31 es una versión miniaturizada del P-270 Moskit (SS-N-22 'Sunburn') y, según se informa, fue diseñado por la misma persona. El misil tiene una forma convencional, con alas cruciformes y superficies de control hechas de titanio. La propulsión de dos etapas es notable. En el lanzamiento, un propulsor de combustible sólido en la cola acelera el misil a Mach 1.8 y el motor se desecha. Luego, se abren cuatro tomas de aire y, como en el ANS/ANF francoalemán, la caja de los cohetes se ve en la cámara de la combustión de un chorro alimentado con queroseno, que lo lleva más allá del Mach 4.
El buscador L-111E de la versión antirradar tiene una antena única, un conjunto de interferómetros de siete antenas en una plataforma orientable. Los buscadores entregados a China en 2001-2 tenían 1,065 m de largo, 36 cm diámetro y pesaban 23 kg.

## Historia operacional
El Kh-31P ARM entró en servicio en Rusia en 1988 y la versión antinaval Kh-31A en 1989. A diferencia de sus predecesores, se puede instalar en casi cualquier avión táctico de Rusia, desde el Su-17 hasta el MiG-31.
En el 2001, India compró varios Kh-31 para sus Su-30MKI; parecen haber comprado 60 Kh-31A y 90 Kh-31P.  Unos pocos Kh-31P/KR-1 se entregaron a China en 1997, pero aparentemente fueron para trabajos de prueba y desarrollo. Los chinos ordenaron misiles rusos a finales del 2002 o principios de 2003, lo que lleva a 200 KR-1 en su inventario para 2005; la prensa china informó en julio de 2005 que los Su-30MKK de la 3ª División Aérea habían sido equipados con estos misiles.
La Armada de los Estados Unidos compró aviones no tripulados MA-31. Una orden de $ 18,468 millones para treinta y cuatro MA-31 se colocó en 1999, pero esta orden fue bloqueada por los rusos. El MA-31 se lanzó desde un F-4 Phantom, y se trabajó en un kit para lanzarlo desde un F-16.
Según algunos informes, el misil fue utilizado por la Fuerza Aérea Rusa durante el conflicto de Osetia del Sur en 2008. En particular, se informó que el 10 de agosto de 2008, un Su-34 de la Fuerza Aérea Rusa alcanzó un radar georgiano de defensa aérea cerca de la ciudad de Gori con misiles antirradar Kh-31P. Las defensas aéreas georgianas fueron desactivadas para evitar nuevas pérdidas.
Al menos dos lanzamientos exitosos de un misil hipersónico Kh-31 por un avión de combate Su-34 durante los ejercicios militares rusos en el mar Caspio se llevaron a cabo en julio de 2018. El objetivo se hundió más tarde debido a un gran daño en su casco.
El Kh-31 fue utilizado por Rusia durante la invasión rusa de Ucrania en 2022.

## Variantes
- Kh-31A:[12] cabezal de buscador activo para uso como un misil antibuque contra navíos hasta el tamaño de un destructor,[5] rango 25 km a 103 km. El misil es mar en tierra cuando se acerca al no no objetivo.

- Kh-31P (Tipo 77P)[13] (Type 77P):[7] cabeza de buscador pasivo para usar como un misil antirradar. Permanece a gran altura durante todo su vuelo, lo que permite velocidades más altas y un alcance cada vez mayor a 110 km. El buscador tiene tres módulos intercambiables para cubrir diferentes bandas de frecuencia de radar,[14] pero solo se pueden cambiar en la fábrica.

- Kh-31AD / Kh-31PD ("Kh-31 Mod 2"): incrementa el alcance aumentando el largo del fuselaje de 4.70 m a 5.3 m.[15] A partir de 2012, el Kh- 31PD se produce en serie.[16] Kh-31AD está en producción en serie desde Kh-31PK: fusible sin contacto instalado, velocidad máxima 900 m/s, rango 120–160 km. Destinado para Su-27SM, Su-30MK, Su-35. En producción en serie desde 2009.

- MA-31: telemetría y otros sistemas instalados por McDonnell Douglas/Boeing para uso de la Armada de los EE. UU. Como un dron. Probado entre 1996-2007;[17] una versión mejorada con GPS, el MA-31PG, se ofreció a la Armada como un reemplazo para el MQM-8 Vandal, pero compraron el GQM-163 Coyote. Incluso con el equipo adicional, el MA-31 era capaz de maniobras Mach 2.7 y 15G en su perfil de vuelo antinavío (a ras del mar) y Mach 3.5 en modo ARM a 15,000 m de altura.

- KR-1: versión del Kh-31P exportada a China en 1997. Parece que Zvezda quería vender un lote inicial de KR-1 a China, antes de que KR-1 entrara en producción en China. En lugar de los tres módulos buscadores originales, el KR-1 tiene un buscador K-112E "exportador" único que se enfoca en las emisiones de la banda D-F (banda S) y, según se informa, está optimizado para radares taiwaneses.

- YJ-91 Ying Ji 91 - misil chino basado en el Kh-31P. También se informa de que han desarrollado una versión antinavío con un buscador activo de diseño chino, y están buscando desarrollar esto para su uso en submarinos. El nombre YJ-91 ya estaba en uso en 1997, y puede haber sido un nombre chino para los misiles rusos originales designados X-31 por los rusos. Para 2005, el nombre YJ-93 se estaba aplicando a los misiles fabricados en China, pero los informes occidentales generalmente no distinguen entre YJ-91 y YJ-93.

Una versión activa/pasiva aire-aire para uso contra aviones de apoyo de movimiento lento, un "asesino de AWACS", se anunció en la exhibición aérea de Moscú de 1992 con un alcance de 200 km. Eso sería menos de los 300–400 kilómetros prometidos por los misiles Vympel R-37 (AA-13 'Arrow') y Novator R-172, pero un Kh-31 derivado podría ser transportado por una gama más amplia de aviones. Sin embargo, esto puede haber sido mera propaganda; en 2004, la Tactical Missiles Corporation "negó enfáticamente" haber trabajado en una versión aire-aire del Kh-31. En 2005 persistían los rumores de un asesino de AWACS ruso basado en el modelo anti-naval Kh-31A, y de que los chinos adaptaron el YJ-91, derivado del Kh-31P, con el mismo propósito.

## Usuarios

### Operadores actuales
- Argelia - 125 entregados en 2007-2009

- China

- Egipto

- Indonesia
- India
- Malasia - 90
- Rusia - 222 entregados en 2009-2010
- Siria - 87 entregados en 2008-2010.
- Venezuela
- Vietnam
- Yemen - Kh-31P

### Operadores potenciales
- – En enero de 2021, la Fuerza Aérea de Bangladés lanzó una licitación para la adquisición de misiles Kh-31A para aviones MiG-29B.

### Antiguos operadores
- Unión Soviética